# Nou Castalia
Das Nou Castalia ist das städtische Fußballstadion der spanischen Stadt Castellón de la Plana, der Hauptstadt der Provinz Castellón in der autonomen Region Valencia. Der Fußballclub CD Castellón trägt in der Sportstätte seine Heimspiele aus.

## Geschichte
Bis 1944 spielte der Verein im Campo del Sequiol mit einer Kapazität von etwa 6.000 Plätzen. Im Jahr 1941 stieg CD Castellón in die erste Liga auf und man baute ein neues Stadion, weil das Platzangebot nicht mehr ausreichte. Am 4. November 1944 wurde dann das Estadio Castalia eröffnet. In der Saison 1980/81 gelang der Mannschaft von CD Castellón der Aufstieg in die Primera División, der Bau eines neuen Stadions scheiterte aber vorerst. Nach einem Auswärtsspiel von CD Castellón im Mini Estadi des FC Barcelona in der Saison 1985/86, entschied man sich eine neue Spielstätte nach Vorbild des kleinen Stadions in Barcelona zu bauen.
Am 5. August 1986 begannen die Bauarbeiten zum Nou Castalia mit Kosten von 350 Mio. Pts (heute umgerechnet 2,1 Mio. €). Die Kosten teilten sich die Region Valencia; die Provinz Castellón und die Stadt Castellón de la Plana. Zehn Monate später am 17. Juni 1987 war Einweihung der neuen Sportstätte mit dem Spiel CD Castellón gegen Atlético Madrid. Damals fasste das Stadion 15.000 Zuschauer Sitzplätze. Die Tribünen ringsum sind doppelstöckig; mit schwarzen und weißen Kunststoff-Sitzen blockweise besetzt und einer überdachten Haupttribüne. In der Saison 1989/90 spielte der Verein wieder erstklassig und die Arena wurde auf 18.000 Plätze erweitert. Bei der Renovierung 1996 senkte sich die Kapazität auf 14.485 Plätze.
Im Sommer 2005 erhöhte sich das Fassungsvermögen durch eine Erweiterung auf 16.000 Plätze; indem man u. a. das Spielfeld um drei Meter absenkte. Dazu wurden die Umkleidekabinen und der Pressekonferenz-Raum renoviert. 2007 wurden die Eingänge erneuert und neue elektronische Anzeigetafeln installiert.